# Пфое Мол
„Пфое Мол“ (Pfohe Mall) е бивш търговски център, намиращ се на кръстовището на булевард „Сливница“, улица „Вяра“ и улица „Тихомир“ във Варна. Открит е на 1 декември 2007 г.
През 2017 г. „Хидрострой“ АД придобива имота и започва мащабна реконструкция на сградата. Идеята на новите собственици е да изградят офиси на мястото на бившите магазини и да запазят определен брой търговски площи.
Комплексът е първият търговски център от типа „мол“ във Варна. Според утвърдената концепция, съгласно стандартите на Международния комитет на шопинг-центровете ICSC, „Пфое Мол“ е fashion, life style mall.
Търговският център е с разгърната площ над 20 000 m². Състои от 2 четириетажни тела и топла връзка между тях, както и две подземни нива, които са гаражна площ със 180 паркоместа. Търговската част е разгъната на 3 от 4-те надземни етажа. Последният, четвърти етаж е терасовиден, като на него са разположени казиното, боулингът, заведенията за хранене. Достъпът за хора с увреждания е осигурен посредством рампи и асансьори.

## Търговски обекти
След построяването са функционирали:
- магазини за дрехи и бельо – 29;
- магазини за парфюми и козметика – 2;
- магазини за обувки, бижута и аксесоари – 13;
- магазини за спортни стоки – 4;
- магазини за книги, музика, сувенири и подаръци – 6;
- магазини за електроника и мобилни телефони – 6;
- аптека
- банки – 3;
- кафенета – 2 (Cafe di como и Coffee Republic);
- кът за бързо хранене (food court);
- детско художествено ателие;
- казино
- боулинг – първият функциониращ във Варна от няколко години.

Известни наематели са били: Pierre Cardin, Kenvelo,Техномаркет, Hippoland, Mexx, Tom Tailor, Oviesse, Sisley, Motivi, Triumph, Сиела Книгомания, Domo Consumer Electronics, Animato, Mtel, 2be,Germanos,Галакси Боулинг, Казино Сезам, Coffee Republic и др.

## Общи данни
- 62 магазина;
- разгърната площ над 27 379 кв. м, от които 17 500 кв. м магазини;
- 180 подземни и 60 надземни паркоместа;
- стойност на инвестицията – 15 млн. евро;
- 750 са работещите в мола;
- работно време: всеки ден от 10 до 22 ч.[източник? (Поискан днес)]

## Транспорт
- автобуси – 7, 14, 118, 118А, 148;
- тролейбуси – 82,83,88;